# Drobnołuszczak czarnołuskowy
Drobnołuszczak czarnołuskowy (Pluteus pseudorobertii  M.M. Moser & Stangl) – gatunek grzybów należący do rodziny łuskowcowatych (Pluteaceae).

## Systematyka i nazewnictwo
Pozycja w klasyfikacji według Index Fungorum: Pluteus, Pluteaceae, Agaricales, Agaricomycetidae, Agaricomycetes, Agaricomycotina, Basidiomycota, Fungi.
Synonim: Pluteus pseudorobertii M.M. Moser (1953).
Nazwę polską podał Władysław Wojewoda w 2003 r, wcześniej gatunek ten znany był pod nazwą łuskowiec czarnołuskowy.

## Morfologia
Kapelusz
Średnica 2–5 cm, początkowo jest łukowaty lub stożkowaty, później rozpostarty i posiada tępy garb. Powierzchnia początkowo o barwie jasno-skórzastej lub siwosk-órzastej, później-ciemniejsza – brązowosiwa do czarniawej. Wierzchołek delikatnie łuskowaty i lekkim oliwkowym odcieniu.
Blaszki
U młodych okazów białe, o ostrzach delikatnie ząbkowanych, potem siwawe o odcieniu kości słoniowej, lub łososiowo-różowe.
Trzon
Wysokość 2–5 cm, grubość 0,3–0,7 cm, walcowaty, pełny, zwarty, podstawa nieco zgrubiała Powierzchnia na młodych owocnikach biaława, później żółtawo-skórzasta, w dolnej części oliwkowo-sina.
Miąższ
W kapeluszu i w górnej części trzonu białawy, w dolnej części trzonu ma kolor kości słoniowej. Zapach i smak stęchły.

## Występowanie i siedlisko
Występuje tylko w Europie i jest bardzo rzadki. Opisano jego stanowiska w Norwegii, w Niemczech Zachodnich i w Polsce. W Polsce gatunek rzadki. Znajduje się na Czerwonej liście roślin i grzybów Polski. Ma status E – gatunek wymierający.
Rośnie w lasach liściastych na ziemi lub na silnie zbutwiałym drewnie, głównie pod takim gatunkami drzew, jak olcha, brzoza brodawkowata i buk. 

## Gatunki podobne
- drobnołuszczak czarnoostrzowy (Pluteus atromarginatus). Ma czarnobrązowe ostrza blaszek i rośnie w lasach iglastych[4].
- drobnołuszczak zielonawoszary (Pluteus salicinus) ma kapelusz o odcieniu zielonkawym lub oliwkowym[4].